# Helfrid Löfquist
Helfrid Maria Elisabeth Löfquist, född 19 augusti 1895 i Norberg, Västmanlands län, död 17 juli 1972 i Lidingö, Stockholms län, var en av Sveriges första kvinnliga trädgårdsarkitekter. 
Löfquist var dotter till kyrkoherden Henrik Löfquist och hans hustru Anna Carolina, född Lindblom. Hon påbörjade sin utbildning till trädgårdsarkitekt 1922 då hon blev antagen till Fredrika Bremer-förbundets trädgårdsskola. Senare vidareutbildade sig Löfquist genom olika utlandsresor, bland annat till Italien 1927 och Danmark 1936. Yrkesbanan inleddes med samarbete med kollegan Ruth Brandberg och Löfquist kom senare att arbeta med Cyrillus Johansson. Exempel på deras samarbete är uppdrag gällande Ludvika stadspark 1940, Ludvika kyrkogård 1937 och Vaxholms nya kyrkogård 1936. Ett större uppdrag var det gällande markplaneringen vid Sidsjöns sjukhus, ett uppdrag som Löfquist hade tillsammans med Hakon Ahlberg.